# Arras Road Cemetery
Le Arras Road Cemetery est un cimetière militaire de la Première Guerre mondiale, situé sur le territoire de la commune de Roclincourt, dans le département du Pas-de-Calais, au nord d'Arras. Trois autres cimetières britanniques sont implantés sur le territoire de cette commune : le Highland Cemetery (Roclincourt), le Roclincourt Military Cemetery et le Roclincourt Valley Cemetery.

## Localisation
Ce cimetière est situé à 1,5 km  au nord du village, de l'autre côté de l'autoroute A1.

## Histoire

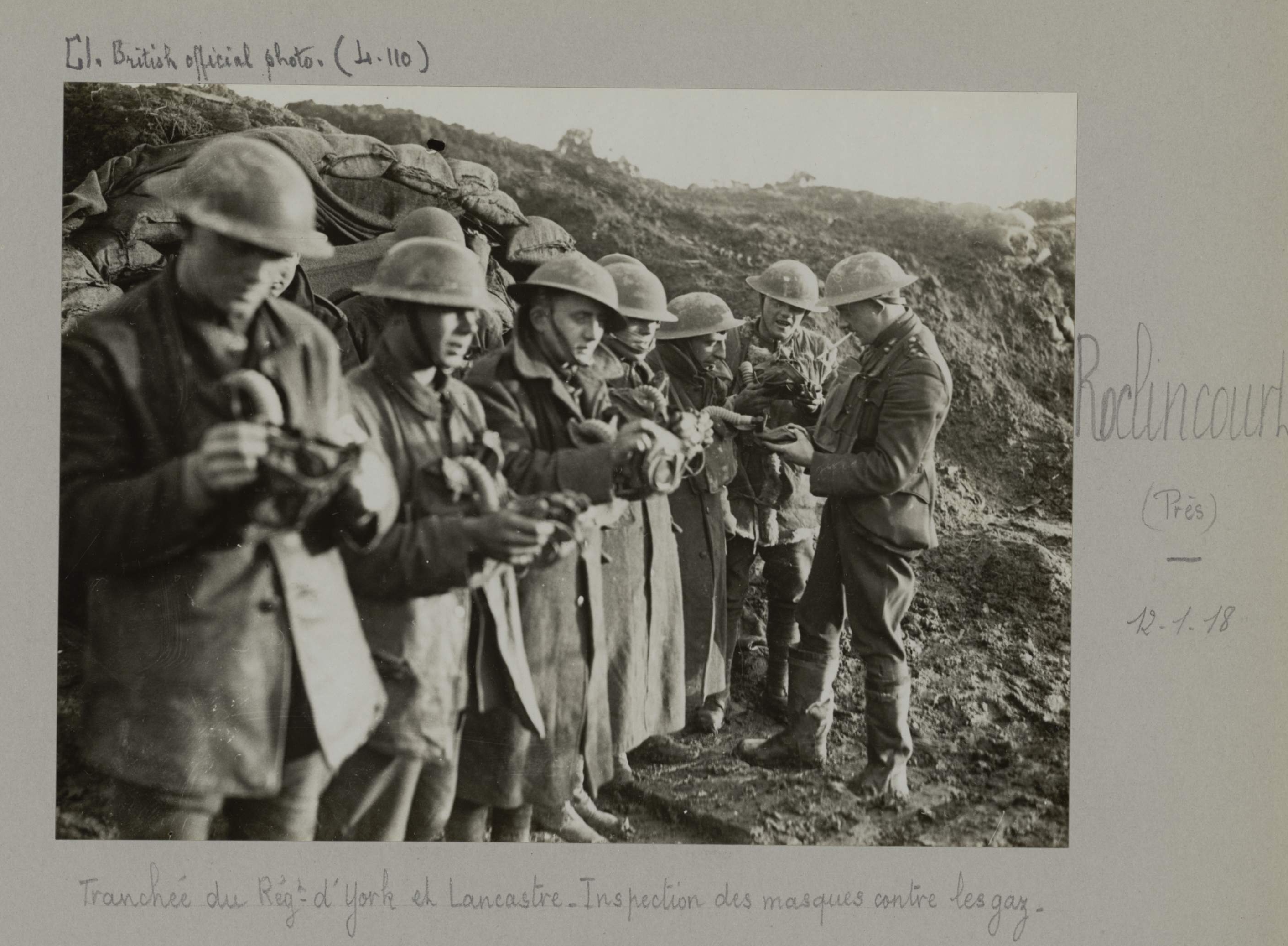
Soldats britanniques inspectant leur masque contre les gaz dans une tranchée à Roclincourt en janvier 1918.

Le village de Roclincourt se trouvait juste sur la ligne de front en 1917. Le 9 avril 1917, premier jour de la bataille d'Arras, les troupes britanniques attaquèrent le secteur. C'est à catte date que fut créé ce cimetière pour inhumer les victimes des combats.
Jusqu'à l'armistice, il ne contenait que les tombes de 71 officiers et hommes du 7e bataillon d'infanterie canadien tombés en avril, mai et juin 1917.De 1926 à 1929, il fut agrandi par l'ajout de 993 tombes provenant de nombreux cimetières des environs, principalement au nord et à l'est d'Arras
.

## Caractéristiques
Ce  vaste cimetière a un plan parallélépipédique.

Il est entouré sur trois côtés par un mur de moellons de pierre, et, le long de la route par un mur de soutènement.
Ce cimetière a été conçu par l'architecte britannique Reginald Blomfield.

## Galerie

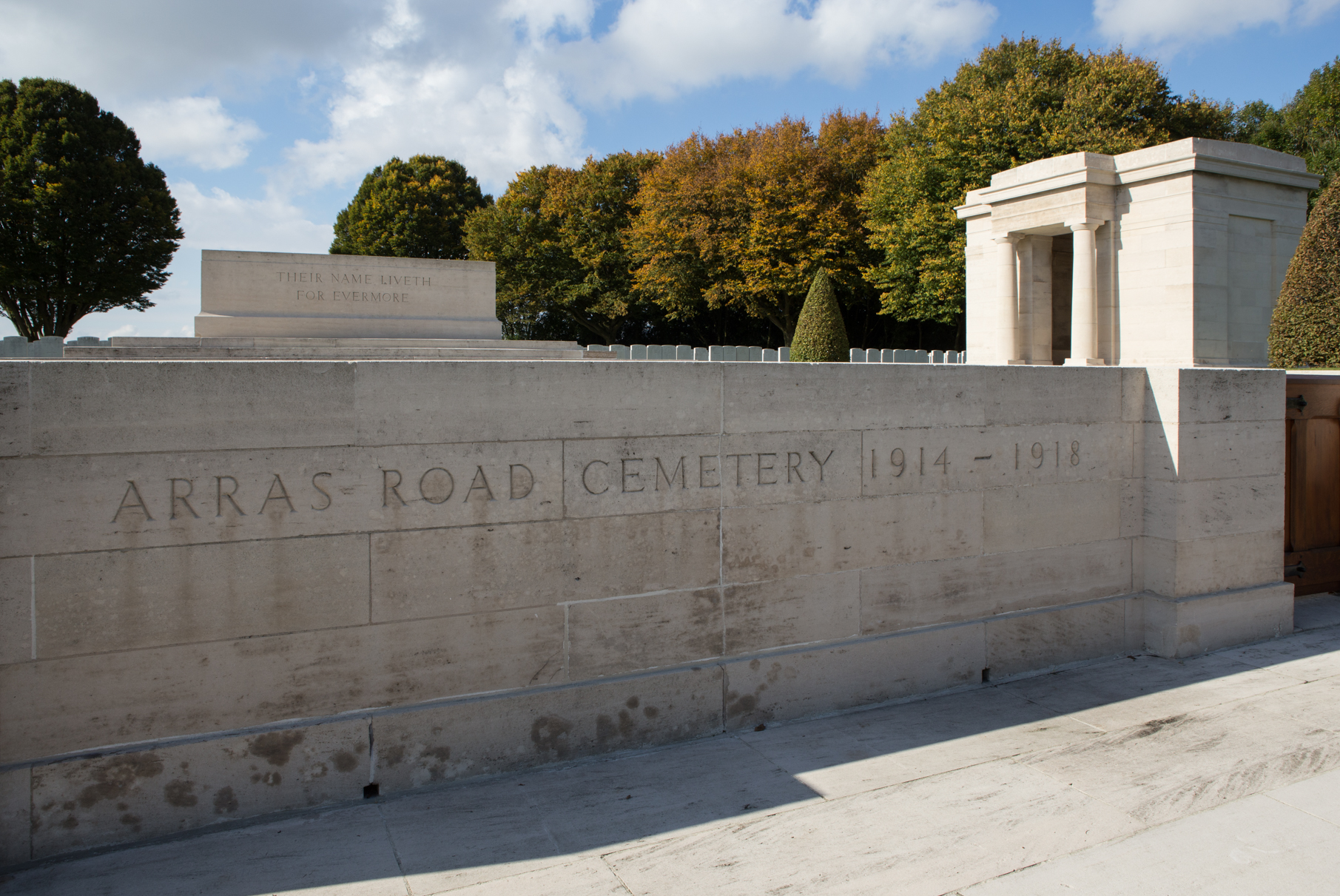
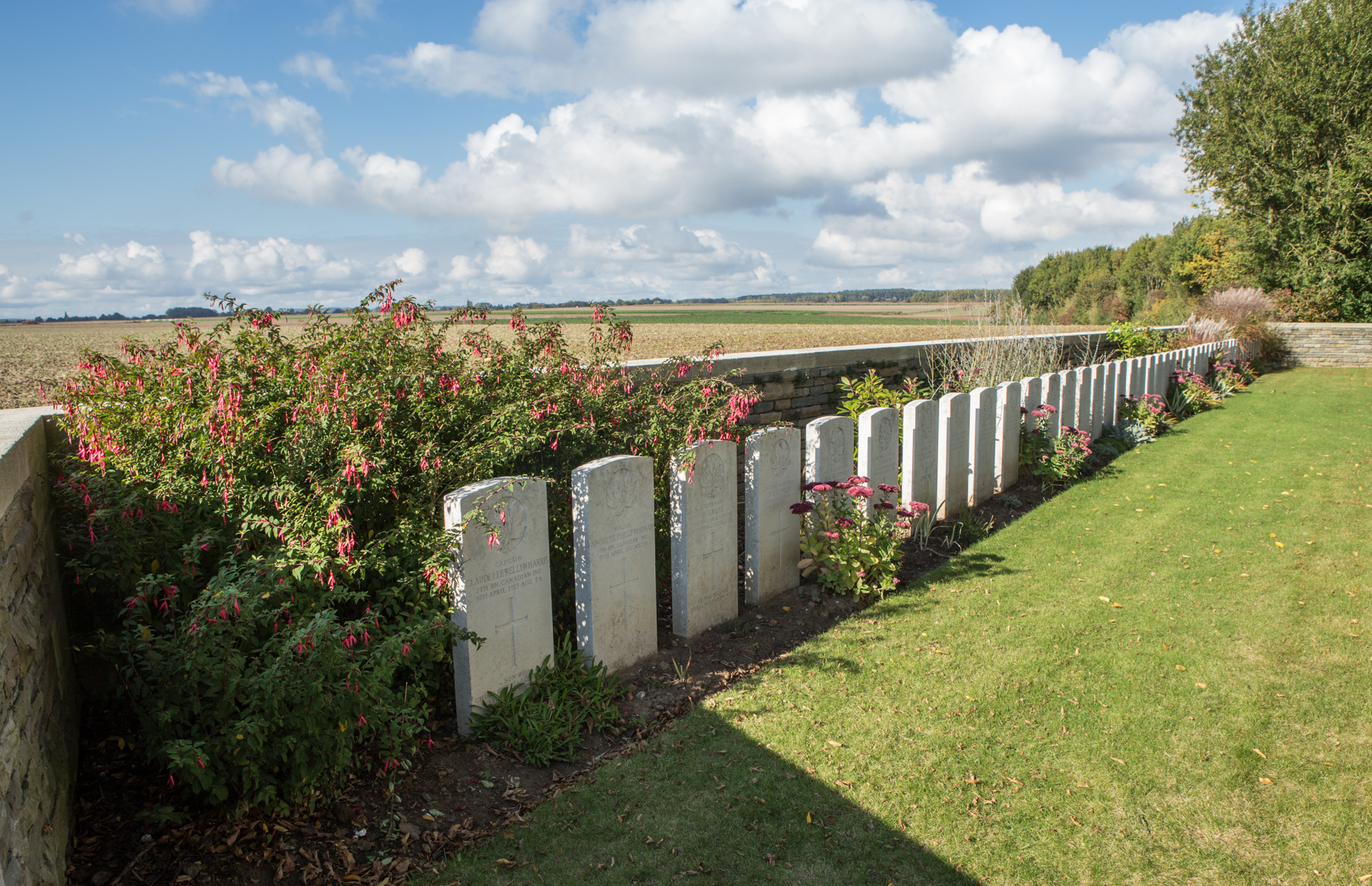
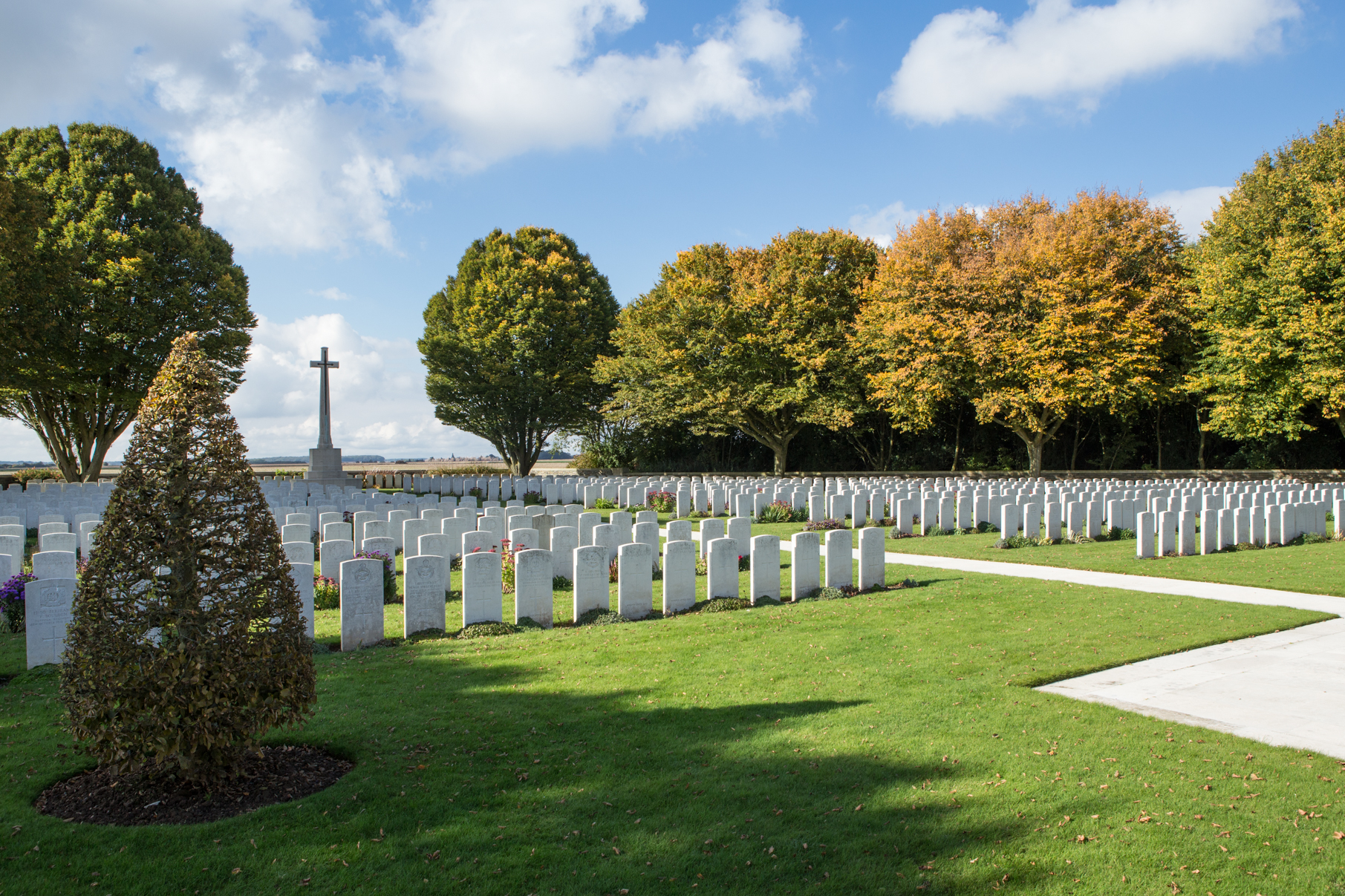
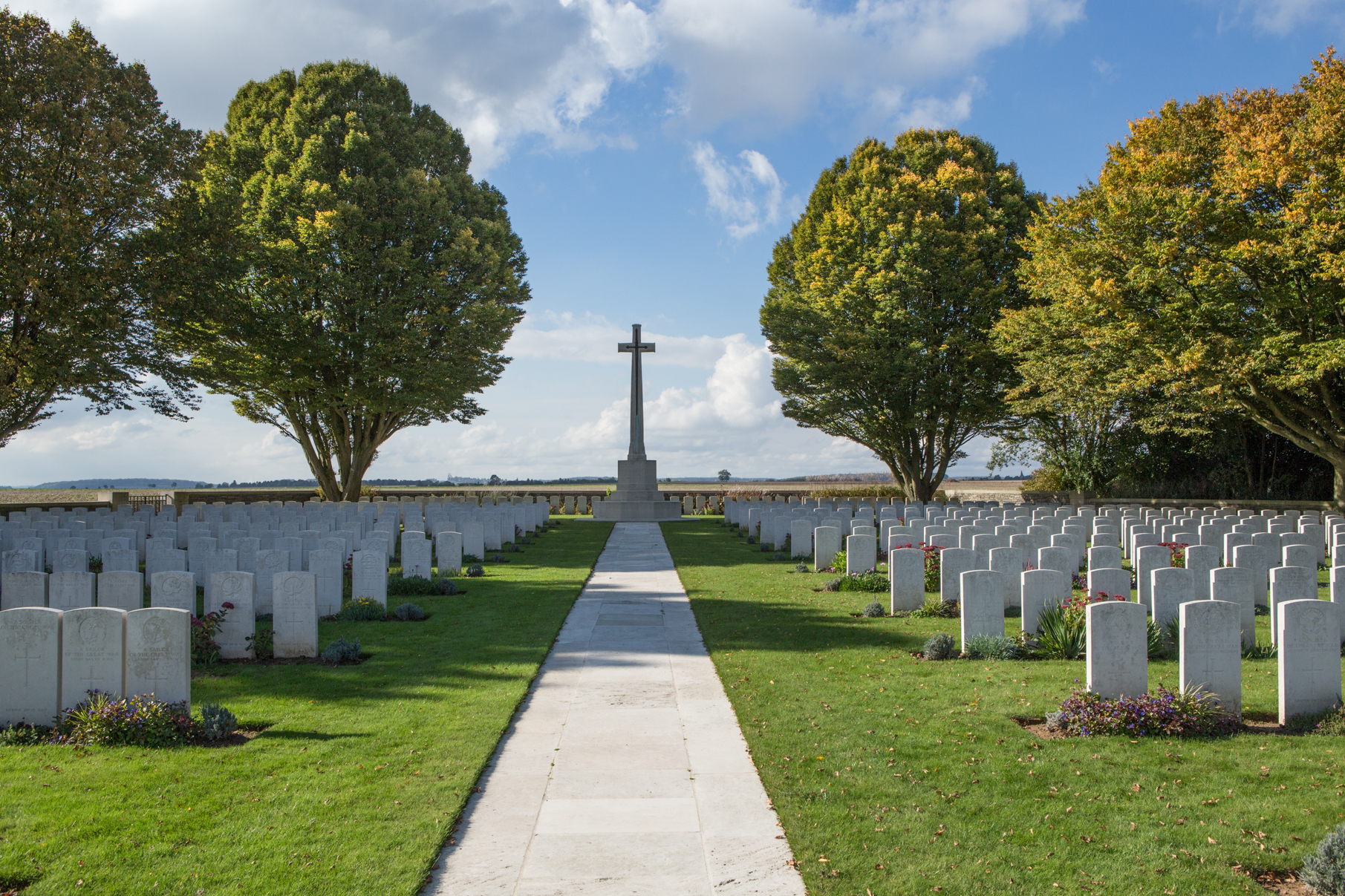
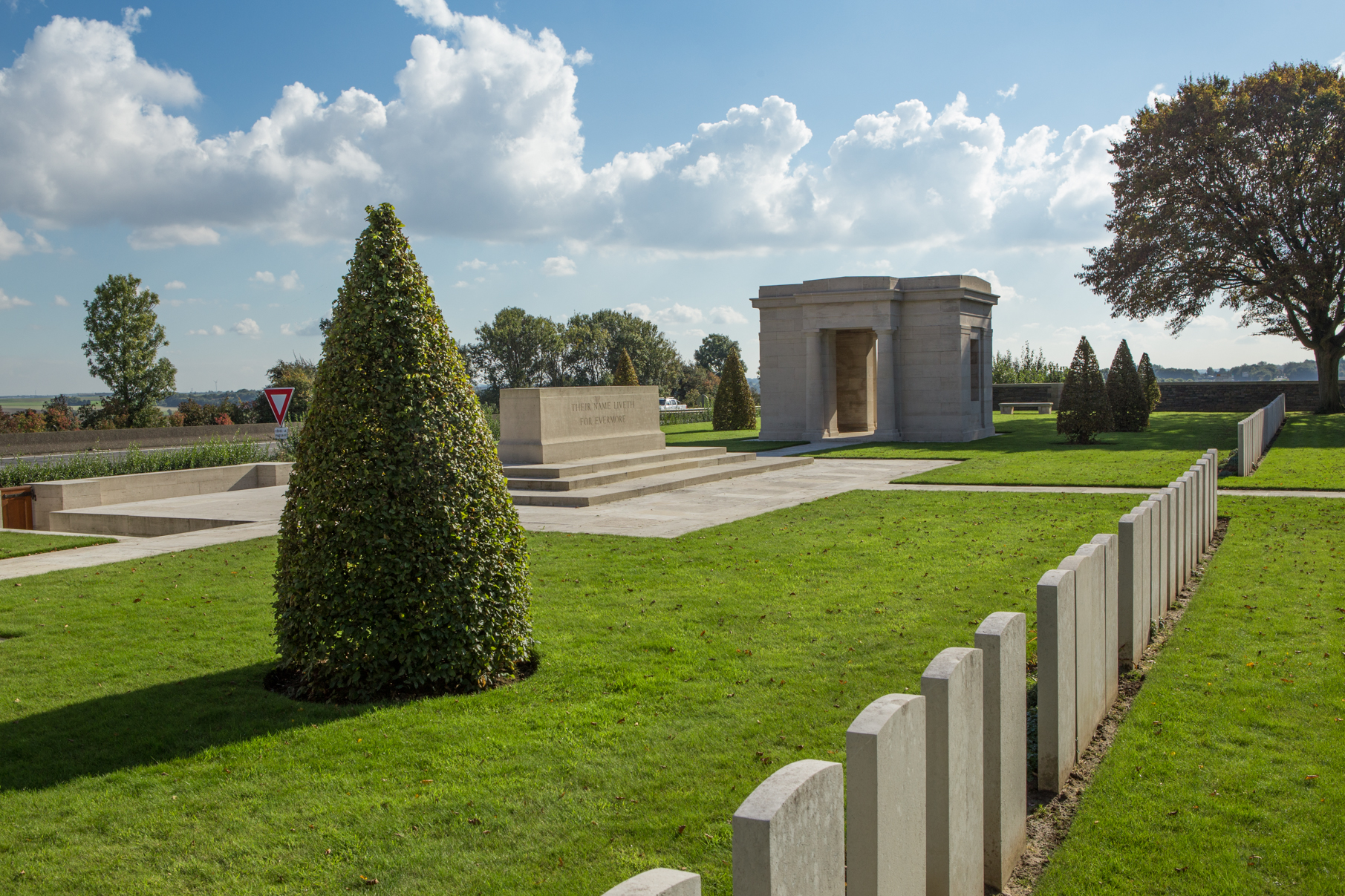
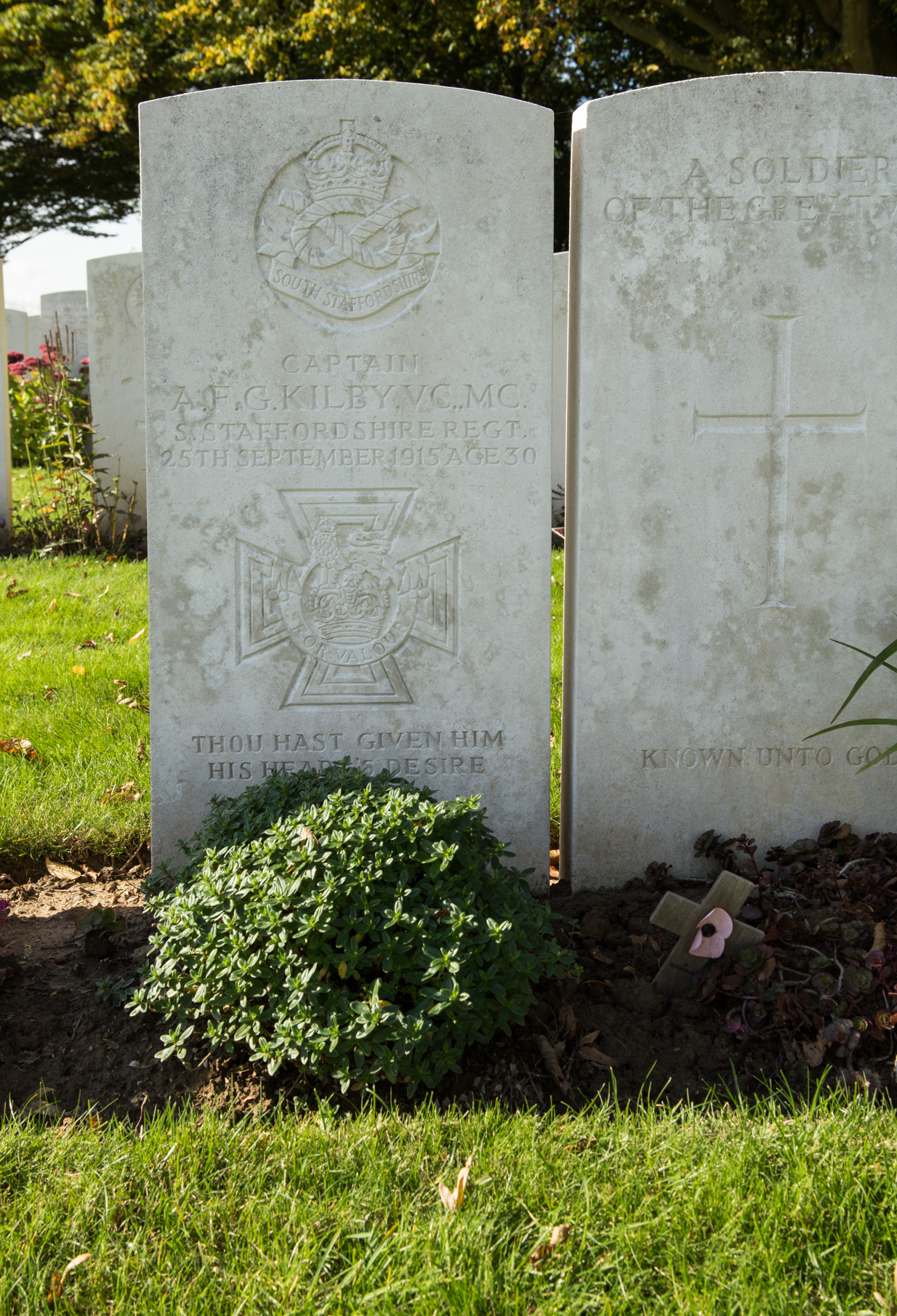

## Sépultures
| Pays        | Sépultures |
| ----------- | ---------- |
| Royaume-Uni | 969        |
| Canada      | 86         |
| Australie   | 7          |
| Total       | 1 062      |

## Pour approfondir